# Rue de la Saïda
La rue de la Saïda est une voie du 15e arrondissement de Paris, en France.

## Situation et accès
La rue de la Saïda est une voie publique située dans le 15e arrondissement de Paris.
Orientée globalement d'ouest vers l'est, elle débute au 75, rue Olivier-de-Serres et se termine au 62, rue de Dantzig.
Le passage de Dantzig se termine rue de la Saïda.
Le côté sud a conservé un bâti de maisons individuelles ou de petits immeubles du XXe siècle, tandis que le côté nord se compose pour l'essentiel d'immeubles collectifs de plus grande taille.

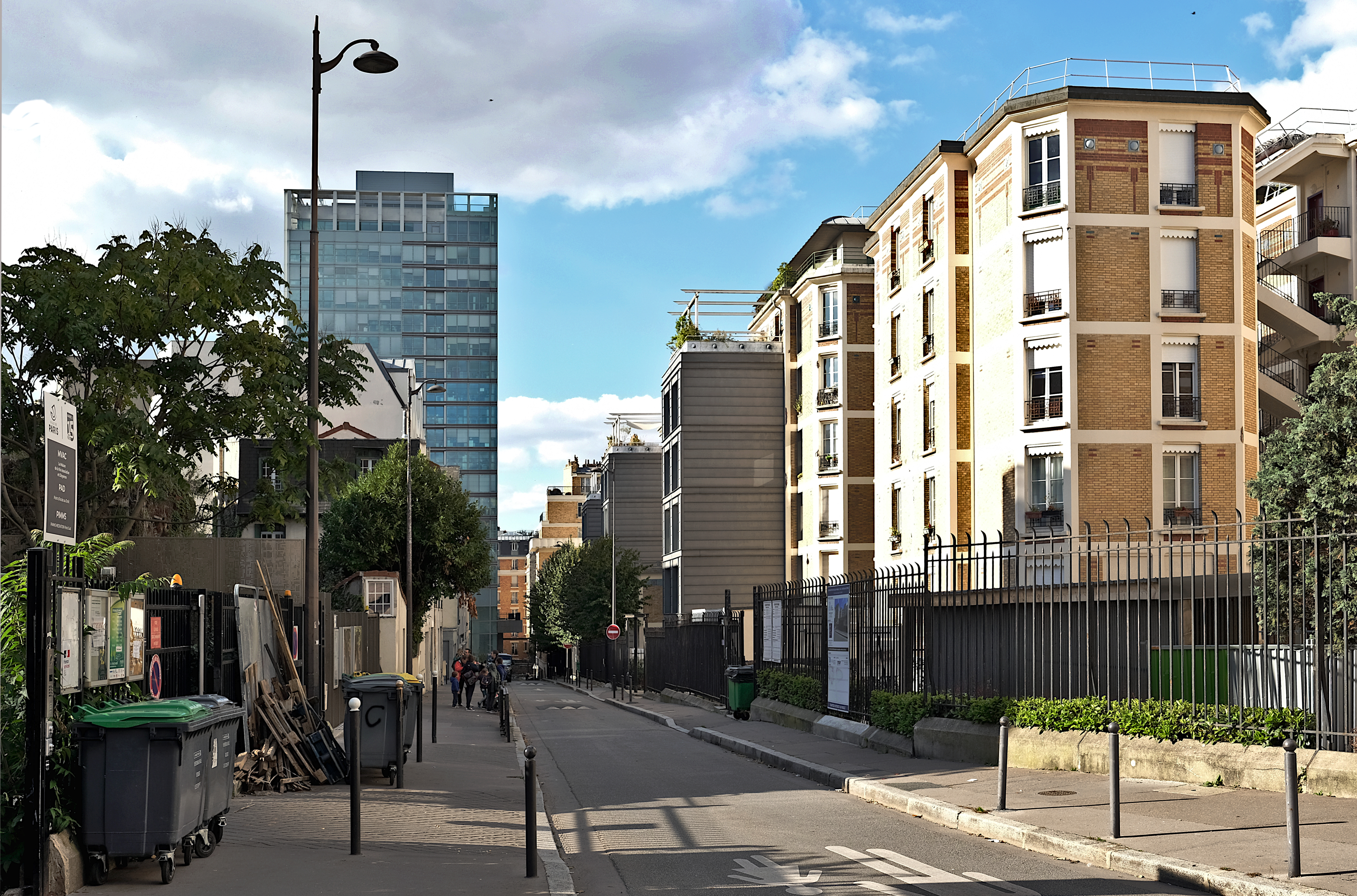
La rue en direction de la rue Olivier-de-Serres.
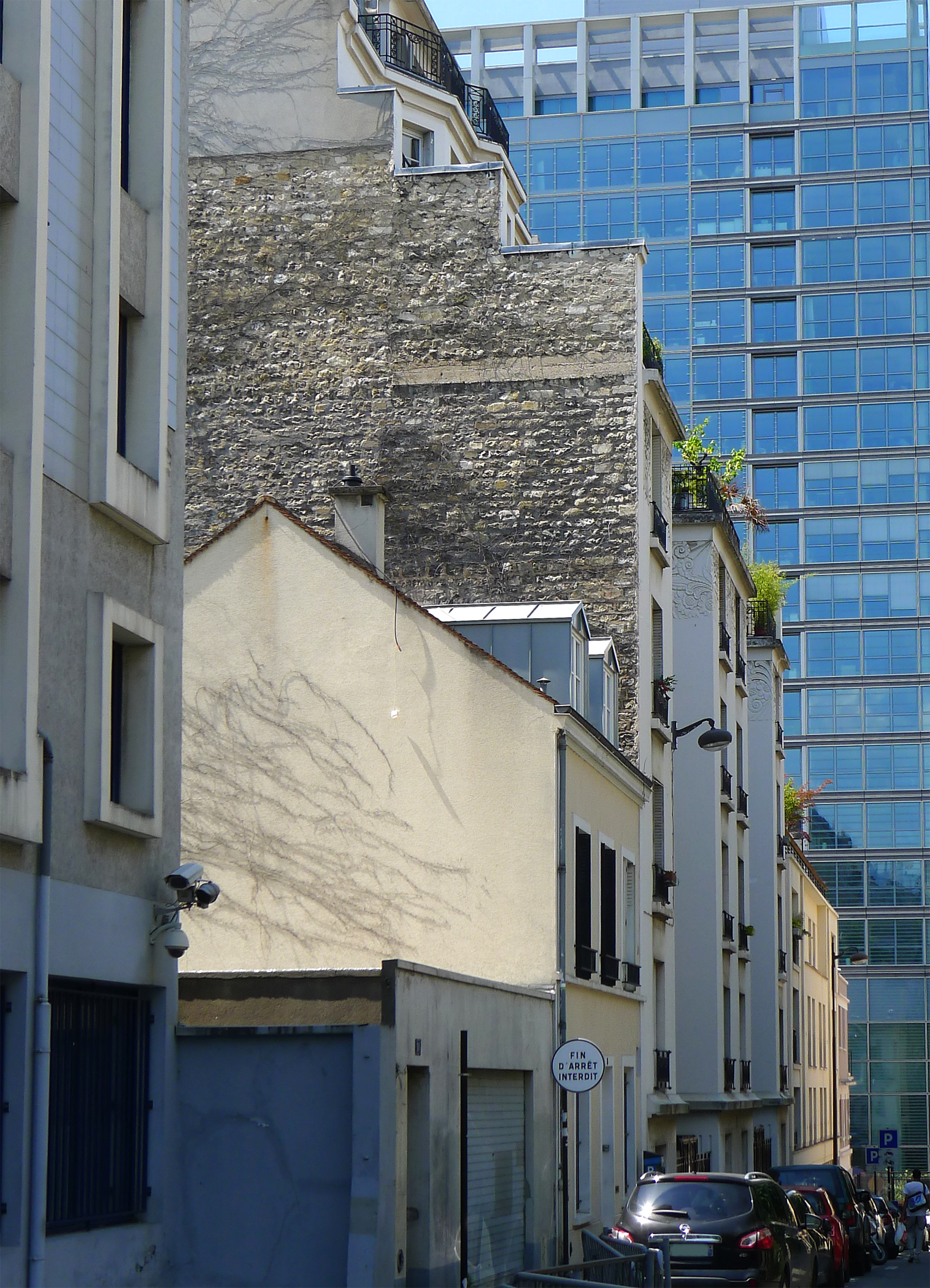
Côté sud.

## Origine du nom
Elle porte le nom d'un poste militaire de la région d'Oran.

## Historique
Cette voie est ouverte en 1860 sur des terrains militaires et porte alors le nom d'« impasse de l'Harmonie » avant de prendre, en 1867 celui d'« impasse de la Saïda », du nom d'un poste militaire de la région d'Oran, puis celui, actuel, de « rue de la Saïda » le 5 septembre 1957[réf. nécessaire].

## Bâtiments remarquables et lieux de mémoire
- Le groupe d'immeubles d'habitation à bon marché qui s’étend du no 5 au no 19, destiné à des familles nombreuses, fut commandé par la Fondation du groupe des maisons ouvrières, et dessiné pour fournir air et lumière à ses habitants[2]. Les bâtiments furent construits en 1914 par Auguste Labussière[3],[4]

- Les escaliers et immeubles des numéros 17-19 ont été l’objet de deux tournages :

Le film de 1959 Rue des prairies de  Denys de La Patellière où Henri Neveux, joué par  Jean Gabin, gravit un escalier à son retour de captivité en Allemagne au début du film.
L’épisode 2 de la saison 1 de la série Le Négociateur en 2023, pour la scène de la 34ème à la 37ème minute où des policiers du RAID interpellent deux suspects et où le négociateur, joué par François-Xavier Demaison, parle avec la commandante du RAID jouée par Jeanne Bournaud.
- Léo Malet évoque ces immeubles dans son roman policier Les Eaux troubles de Javel (Robert Laffont, 1957, chapitre premier) :

« Certes, mieux vaut demeurer rue de la Saïda que ne pas demeurer du tout et coucher sous les ponts. Ça représente un net progrès sur la cloche, mais n’empêche ! Ce n’est pas une rue très folichonne. La femme qui m’appelait demeurait rue de la Saïda, exactement dans un groupe d’immeubles à loyers pour bourses modestes, vraisemblablement conçu par un architecte à l’esprit de famille très développé et dont un parent toubib devait exercer dans le secteur. Ce qui m’amenait à penser ça, c’était la vue des patibulaires escaliers métalliques construits à l’extérieur des corps de bâtiments. En hors-d’œuvre, je crois que c’est ainsi que ça s’appelle. Excusez-moi si je me trompe, mais hors-d’œuvre ou pas, c’était résolument indigeste. Reliant entre eux les deux corps de bâtiments qu’ils desservaient, ces escaliers formaient une verticale cage hostile, haute de cinq étages, et exposée à tous les vents, de quelque direction qu’ils soufflent. Bref, il n’était pas indiqué de poireauter sur les paliers, surtout si on était fragile des bronches. Parce que c’était un bon truc pour attraper la crève, et alors… voyez toubib ! Tout bien considéré, ce n’était pas un mauvais truc non plus pour la faire attraper également aux éventuels présentateurs de quittances ou porteurs de contraintes. Comme quoi tout finit par s’équilibrer, et à quelque chose malheur est bon. (Je réfléchis que d’apaisantes balivernes de cette farine, il en fallait certainement détenir un sérieux stock pour s’habituer à vivre dans un endroit pareil.) »
- Au no 4 résidait le peintre, graveur et illustrateur Louis Touchagues (1893-1974).
- Au no 6 se trouvait l'atelier du peintre Pierre Bompard (1890-1962) avant la Seconde Guerre mondiale.
- Au n°6 habitait l'homme politique et journaliste Gabriel Péri[7].
- Au no 11 se trouvent des bâtiments appartenant à la fondation de madame Jules Lebaudy datant du début du XXe siècle. La façade est ornée d'un médaillon en bronze à l'effigie d'Amicie Lebaudy, épouse de Jules Lebaudy.

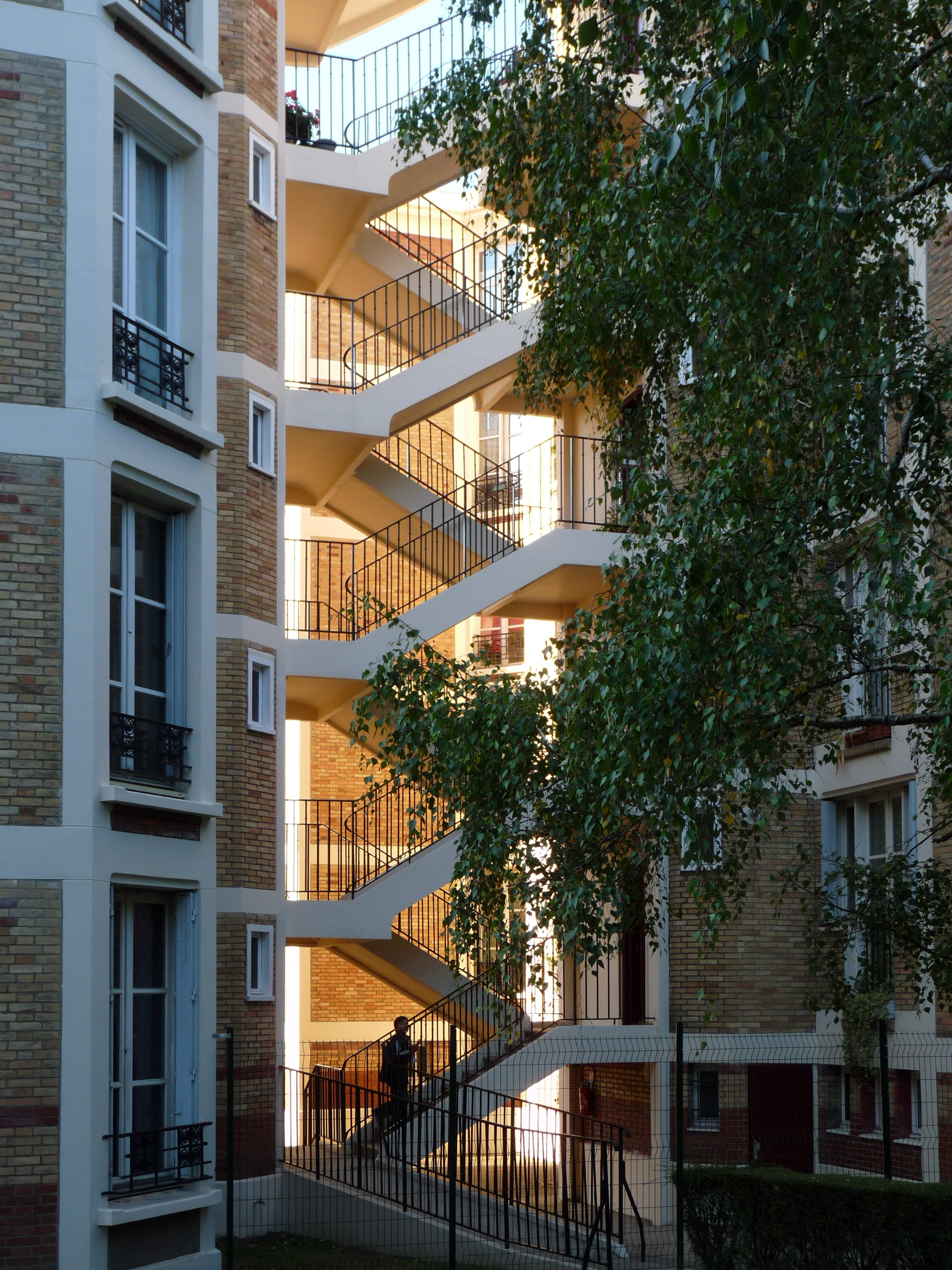
Le no 5 et ses escaliers.
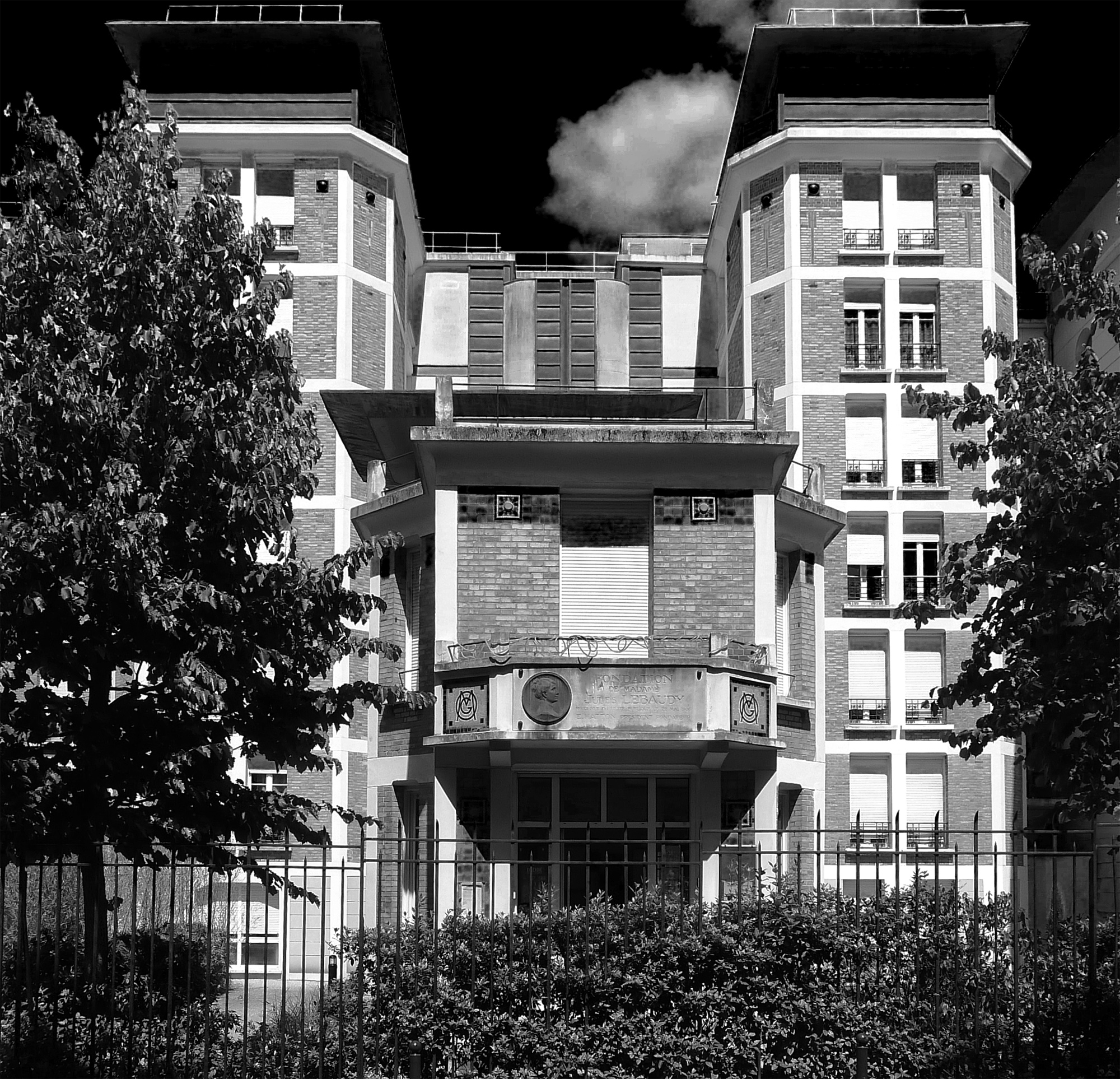
No 11.
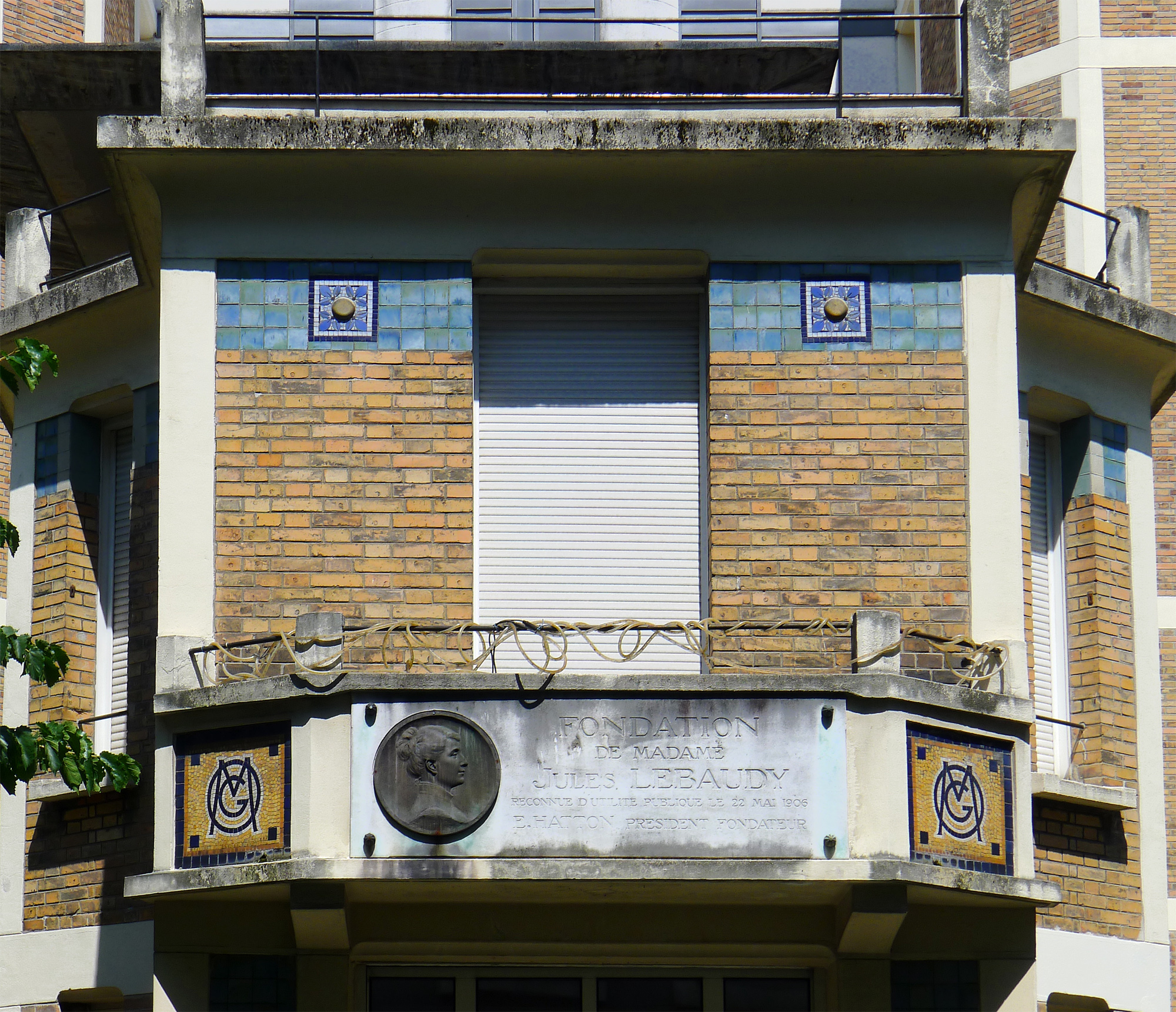
Détail.